# Victor Montalti
Victor Montalti est un artiste peintre et sculpteur français, né le 22 septembre 1938 à Marseille (Bouches-du-Rhône) et mort le 27 février 2019 à Eaubonne (Val-d'Oise).
Ses œuvres sont généralement signées V.Montalti ou “Tito” pour ces œuvres modernes/abstraites

## Biographie
Après une formation à l'Ecole supérieure des Beaux-Arts de Toulouse, ainsi qu'à l'Académie de la Grande Chaumière à Paris, Victor Montalti exerce en tant que professeur d'arts plastiques auprès des Apprentis d'Auteuil. Cofondateur en 1994 de l'association La Palette en Franconville, qu'il préside à partir de 1998, et avec laquelle il organise de nombreuses expositions jusqu'à sa mort, pendant 24 ans. Le 26e Salon de La Palette en Franconville, du 23 mars au 7 avril 2019, présentait une rétrospective hommage à Victor Montalti, et inaugurait un Prix Victor Montalti désormais annuel. En 1988, il est notamment distingué du Grand Prix de France des Arts Plastiques.